# Карасёва, Евгения Васильевна
Евгения Васильевна Карасёва (1919—2001) — советский и российский учёный-зоолог, доктор биологических наук, профессор.
Один из признанных ведущих териологов страны. Автор многих научных работ, включая монографии. Свою последнюю монографию (1999) посвятила своему первому учителю — А. Н. Формозову.

## Биография
Родилась 7 июня 1919 года в Москве в семье интеллигентов.
Оканчивая школу, в 1936 году, поступила в кружок юных биологов московского зоопарка (КЮБЗ), где определился её жизненный путь. В 1939—1944 годах Евгения училась на биологическом факультете Московского государственного университета, где большое влияние на неё оказал прекрасный известный натуралист и выдающийся эколог — профессор Александр Николаевич Формозов, под руководством которого была выполнена её дипломная работа на кафедре зоологии позвоночных.
Во время Великой Отечественной войны находилась в Москве, была членом пожарной команды МГУ и дежурила на крыше университета, тушила зажигательные бомбы. За это была удостоена медали «За оборону Москвы». С 1944 года по 1946 год работала в зоопарке руководителем КЮБЗа.
В 1946 году Евгения Карасёва поступила в аспирантуру Института эпидемиологии и микробиологии им. Н. Ф. Гамалеи АМН СССР (ныне Национальный исследовательский центр эпидемиологии и микробиологии имени Н. Ф. Гамалеи), училась у профессора — Николаю Павловичу Наумову, который в это время организовал и возглавил лабораторию медицинской зоологии. В ней после окончания аспирантуры Е. В. Карасёва проработала 35 лет. Защитив кандидатскую диссертацию, в 1950 году вместе с микробиологом Василием Васильевичем Ананьиным начала исследование лептоспирозного очага на берегах озера Неро в Ярославской области. С небольшими перерывами она со своими коллегами продолжали там наблюдения в течение пятидесяти лет. В 1953 году Карасёвой были опубликованы материалы об источниках лептоспирозной инфекции в природе, а в 1954 году — об основных чертах природной очаговости безжелтушного лептоспироза. Две эти публикации стали основой монографии, написанной в 1961 года В. В. Ананьиным и Е. В. Карасёвой. К 1967 году результаты почти 50 публикаций на эту тему были обобщены в работе «Географические особенности структуры природных очагов лептоспироза Grippotyphosa и ареал возбудителя», которая была успешно защищена как диссертация доктора биологических наук. Затем Евгения Васильевна продолжила изучение природных очагов лептоспирозов в Поволжье и Западной Украине, на Ямале и в Краснодарском крае.
В 1981 году Е. В. Карасева покинула НИИИЭМ им. Н. Ф. Гамалеи РАМН и перешла в Институт эволюционной морфологии и экологии животных АН СССР (ныне — Институт проблем экологии и эволюции имени А. Н. Северцова РАН), где проработала последние двадцать лет жизни. Была Почётным членом Териологического общества.
Умерла в июле 2001 года в Москве. Её дочь — А. Ю. Телицына тоже стала учёным.